# Astragalus remotiflorus
Astragalus remotiflorus är en ärtväxtart som beskrevs av Pierre Edmond Boissier. Astragalus remotiflorus ingår i släktet vedlar, och familjen ärtväxter. Inga underarter finns listade i Catalogue of Life.